# Pieter van der Deure

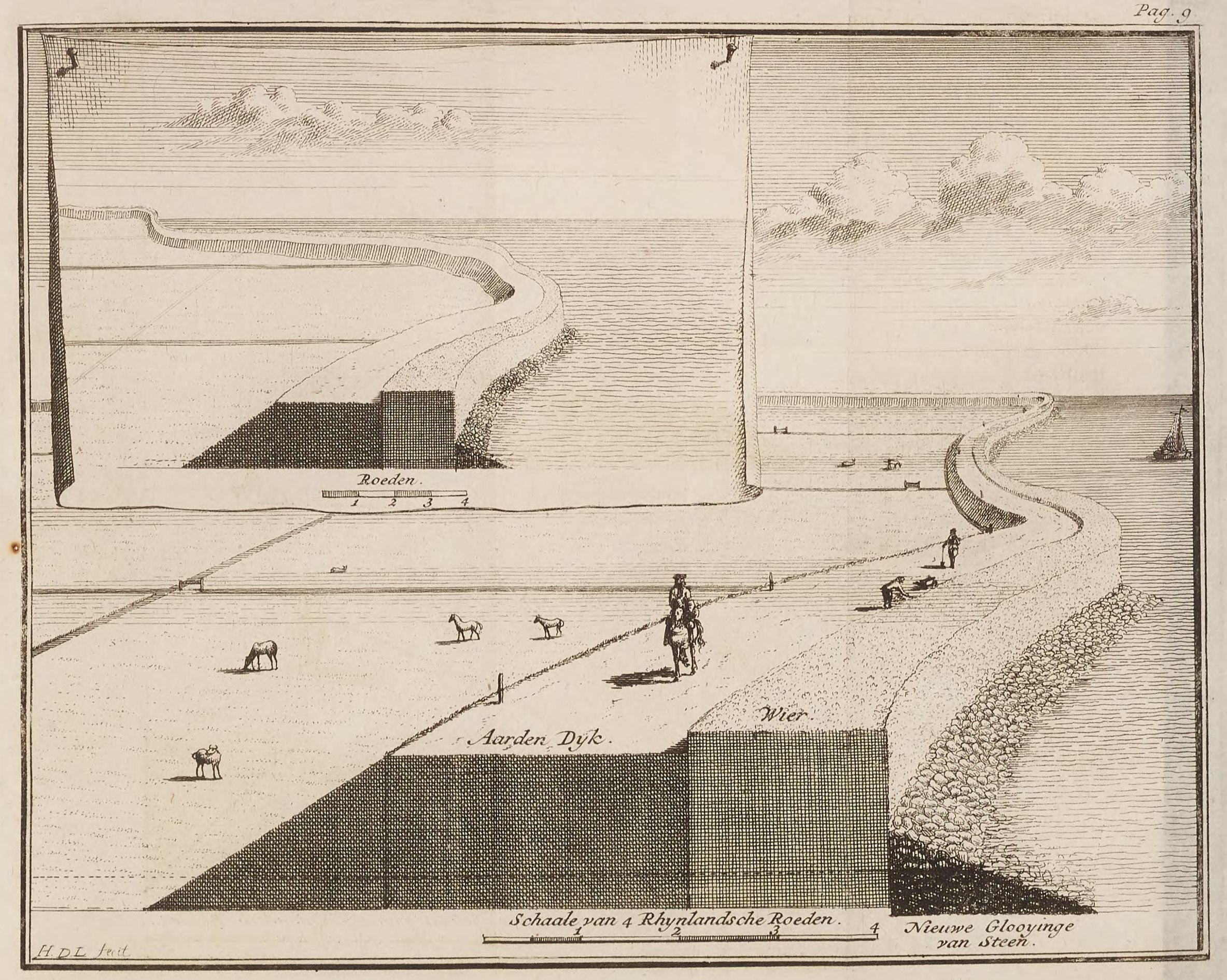
Doorsnede van een verbeterde wierdijk

Pieter van der Deure (omstreeks 1685 - Grootebroek, 3 november 1763) was notaris en burgemeester in Grootebroek, bekend van zijn publicatie samen met Pieter Straat over het vervangen van wierdijken door dijken met een steenglooiing.

## Maatschappelijke carrière
Van 1706 t/m 1708 was hij koster en schoolmeester te Westwoud, daarna te Grootebroek tot 1723, wanneer hij secretaris van de Stede Grootebroek werd. Daarnaast was hij in de periode 1724 tot 1753 actief als notaris in Grootebroek. In 1753 is zijn werk overgenomen door zijn zoon Cornelis. Er zijn 757 aktes in gedigitaliseerde vorm beschikbaar via het Westfries Archief.
Naast zijn werk als notaris en secretaris werd hij voor 16 jaarlijkse termijnen als burgemeester verkozen tussen 1725 en 1747.

## Wierdijken en de Paalworm

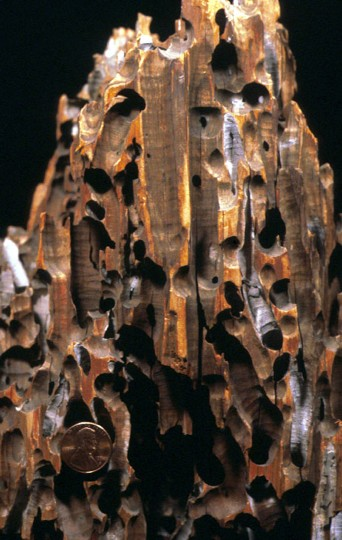
Paalwormschade; de munt linksonder is 19 mm

De Westfriese zeedijken werden sinds ongeveer 1400 aangelegd als wierdijken. Dit zijn aarden dijken met aan de zeezijde een dik pak zeegras (dit werd destijds wier genoemd) om de golfslag te dempen. Het zeewier werd op zijn plaats gehouden door Krebbingen, zware verticaal staande houten palen op korte afstand van elkaar. In de 18e eeuw werden deze palen zwaar aangetast door de paalworm (teredo navalis), een schelpdier uit tropische wateren. Van Zutphen (1818) meldt dat deze "worm" door een Frans eskader uit West Indië is meegekomen, andere bronnen legden de oorsprong in Azië. In Nederland is schade door de paalworm het eerst waargenomen in 1732 bij de Westkappelse Zeedijk, en heeft zich daarna snel door Nederland verspreid. Deze aantasting bracht de dijken in groot gevaar, met name de wierdijken Vervangen van al het houtwerk was heel kostbaar, en niet afdoende. De nieuwe palen zouden gelijk weer aangetast worden. In Westfriesland werd een wedstrijd uitgeschreven om een oplossing te vinden. In dit kader hebben Pieter Straat en Pieter van Deure hun publicatie geschreven.

## Het plan van Straat en Van der Deure

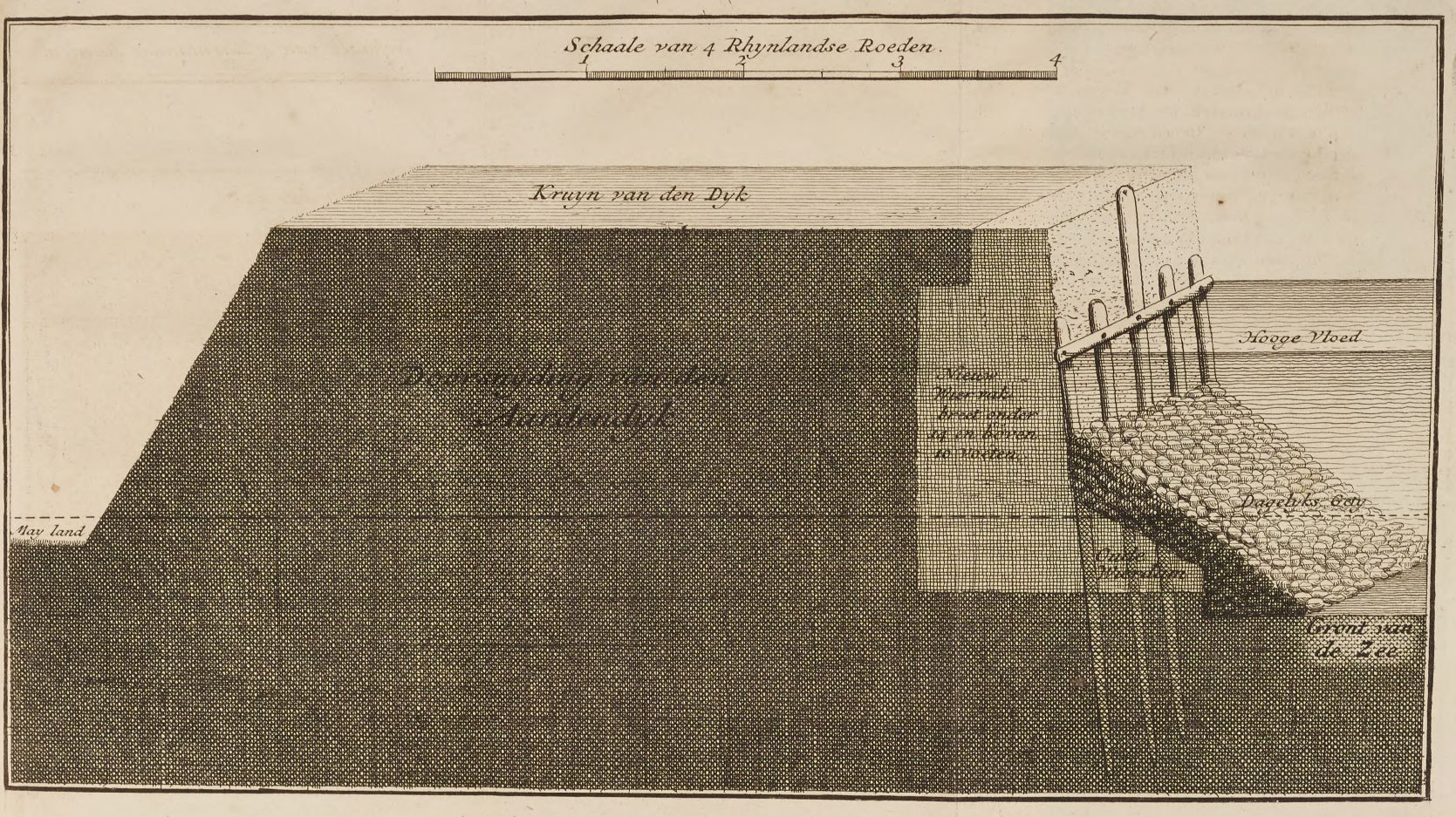
Doorsnede van een verbeterde wierdijk voor dieper water

Pieter Straat en Pier van der Deure hebben in 1733 een plan gepresenteerd om het probleem van de wierdijken op te lossen, en in een tweede druk van 1735 een rekenvoorbeeld toegevoegd. Het boekje had als titel: Ontwerp tot een minst kostbaare, zeekerste en schielykste herstelling, van de zorgelyke toestand der Westfriesche zeedyken; zonder dat het voortknagend zeegewormte daar aan eenige hindernisse kan veroorsaaken. Dus na rype overweeginge te saamen gestelt, in den jaare 1733, en nu de heylsame gevolgen, daar van door de bevindinge aangetoont en vermeerdert met een nader ontwerp hoe men de dyken, daar de grootste dieptens zyn op de zekerste, minst kostbaarste, en schielykste wyze kan herstellen; met byvoeginge van een calculatie der kosten, uitvoerig aangetoont.
In hun boekje stellen ze voor om langs de hele Westfriese Zeedijk een steenglooiing aan te brengen in de vorm van losgestorte "kei- en klipsteen" (ronde keien en breuksteen). Zie bijgaande figuurtjes. Dit verbeteringsplan voor alle dijken zou fl 1,8 miljoen (=€22 miljoen in 2021). moeten gaan kosten. Men vond dit de beste oplossing, alhoewel het veel geld koste, van der Aa meldt hierover (uit andere bronnen): Indien men in aanmerking neemt dat dit onheil eene oorzaak van 's lands ondergang kon geworden zijn, dan moeten wij ons verblijden dat 's lands Staten niet alleen hun ontwerp beproefden, maar dat ook dit met den besten uitslag bekroond werd, al was het dan ook met zulke zware kosten, dat het beglooijen van den zeedijk van Enkhuizen tot Amsterdam zes en vijftig tonnen gouds beliepen.
Opvallend in hun publicatie is dat ze ook aandacht besteden aan de beschikbaarheid van materiaal. Als er plotseling veel vraag naar iets is, dan stijgt de prijs. Met name als er plotseling een grote vraag naar hout gaat komen, is dat heel relevant. Een punt van kritiek op hun publicatie van 1733 was dat de daar geschetste oplossing wel heel duur zou worden voor dijken met diepe voorlanden. In de versie van 1735 is daarom een alternatieve werkwijze voor dieper water besproken. Ze benoemen ook het probleem van van de geringe draagkracht van een deel van de Westfriese bodem. In hun ogen is dat geen groot probleem.
Voor de diepe optie (die bij de Noorderkoggen nodig zou zijn) komen zij op een kostenpost van fl 5,4 miljoen per 1000 roeden, omgerekend naar de huidige waarde van het geld (2021) is dat € 250 miljoen per km.
Uit de tweede tekening is af te leiden dat zij een talud maakten van ongeveer vier lagen stenen. Ze geven aan dat het gewicht van de stenen tussen de 50 en 600 pond moet liggen, dat komt overeen met een range van 20 – 50 cm. (volgens hedendaagse rekenmethodes zouden deze stenen bij deze taludhelling bestand moeten zijn tegen significante golven van ongeveer een meter). Het voorstel van Straat en Van der Deure was dus gebaseerd op losgestorte steen, en dus niet op zetsteen.
- Virtual International Authority File: 291596455